# 東善之
東 善之（ひがし よしゆき）は、日本のロボット工学・制御システム工学者。社会システム工学者。大阪工業大学ロボティクス＆デザイン工学部ロボット工学科准教授。博士（工学）（電気通信大学）。システム制御情報学会事業委員会2024委員。
専門は、モバイルロボティクス（移動ロボット・飛行ロボット/ドローンなど）、知能機械工学・制御システム工学・メカトロニクス。

## 経歴
2007年電気通信大学大学院電気通信学研究科知能機械工学専攻博士前期課程修了。2010年同大学院電気通信学研究科知能機械工学専攻博士後期課程修了、博士（工学）（電気通信大学） 。京都工芸繊維大学機械工学系助教などを経て、2024年大阪工業大学ロボティクス＆デザイン工学部ロボット工学科准教授。
主な所属学会は、日本ロボット学会、日本機械学会、システム制御情報学会、IEEE。 主な受賞は、日本機械学会教育賞(2012)。主な著書は、生物の優れた機能から着想を得た新しいものづくり 〜バイオミメティクスからの発展 ：新材料・新素材シリーズ（分担執筆、シーエムシー出版2018、学術書)。

## 主な研究
- 鋼材に吸着可能なインフラ点検ドローンに関する研究
- UAVの使用を想定した常時微動を用いた鉄塔の健全性の推定
- 構造物検査用飛行ロボットのための吸着機構の研究
- 非GPS環境下における移動ロボットナビゲーションシステムの研究[2]
- 全域的な測位信頼性を確保可能なUWB通信アンカー配置の最適化